# Pelly Ruddock Mpanzu
Pelly Ruddock Mpanzu, né le 22 mars 1994 à Hendon, est un footballeur international congolais qui joue au poste de milieu défensif à Luton Town.

## Derner Information
Pelly Ruddock Mpanzus’offre un joli record en Angleterre
Il n’est pas le joueur le plus connu ni le plus performant en Premier League. Mais, Pelly Ruddock Mpanzu établit un record inédit.
Le 28 novembre 2013, Pelly Ruddock Mpanzu signait à Luton Town. Avec le club anglais, le milieu de terrain international congolais a connu toutes les divisions en Angleterre ; de la 5è division jusqu’à la promotion en Premier League cette saison. Le joueur de 30 ans est devenu le premier joueur de l’histoire à connaître un tel parcours en Angleterre. Un parcours atypique qui lui a valu un trophée en octobre 2023.
Face à Manchester City ce samedi lors de la 33è journée de Premier League à l’Etihad Stadium, Pelly Ruddock Mpanzu a fait son entrée en jeu à la 77è minute. Bien que son club soit largement battu (5-1), le Congolais fête sa 400e apparition sous les couleurs de Luton.https://africafoot.com/pelly-ruddock-mpanzu-soffre-un-joli-record-en-angleterre/

## Biographie
Le 28 novembre 2013, il est prêté à Luton Town
Le 28 janvier 2014, il rejoint Luton Town de manière définitive, lorsque le club jouait en division 5.
En mai 2023, il remporte les barrages de la deuxième division et devient le premier footballeur à être promu de la division 5 en Premier League avec le même club.